# 马可波罗广场
马可波罗广场（也称为利奥广场或埃拉女皇广场），占地2200平方米，位于原天津意租界马可波罗路和但丁路交汇处（今天津市河北区民族路自由道交汇处）。在广场中心原矗立着意大利人为纪念第一次世界大战胜利而设计和建造的和平女神雕塑，中华人民共和国建国后，雕塑一度损毁，现已修复。此外，在广场周围建有意大利风格建筑群，包括意国花园、别墅、回力球场等。马可波罗广场是天津市第一个全部恢复原有风格的欧式广场。目前，马可·波罗广场建筑群是天津市文物保护单位，并被中华人民共和国国务院批准为全国重点文物保护单位。

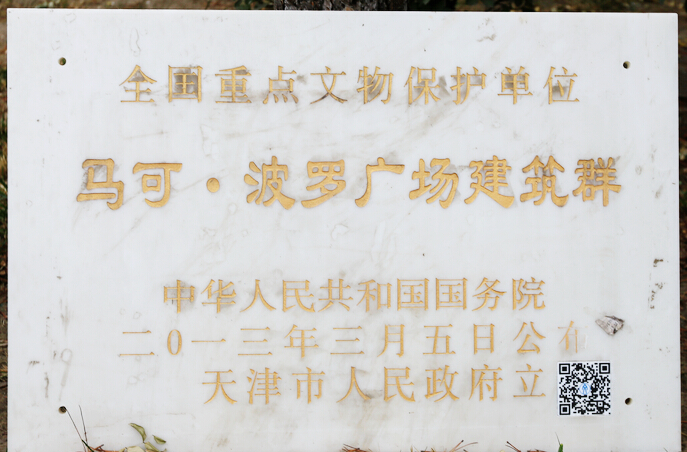

## 历史

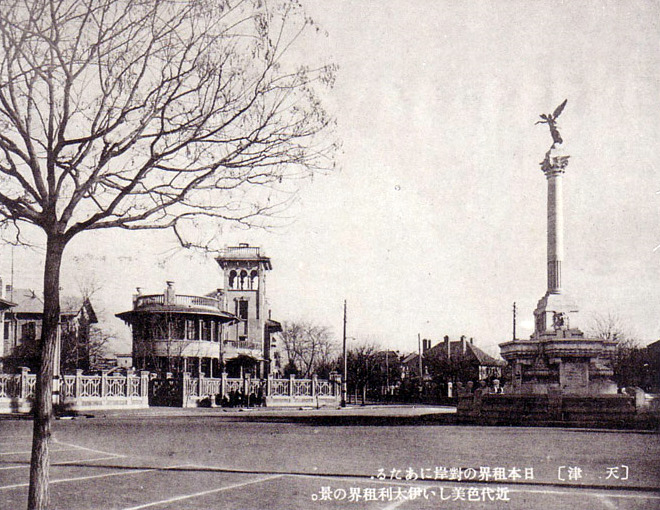
马可波罗广场旧景

原天津意租界的马可波罗广场建于1924年，由意大利雕塑家朱塞佩·博尼设计。广场中间的一战纪念雕塑是在意大利制成后途径上海运到天津的，纪念碑周围的环行路原名为“雷希那埃伦娜路”。

## 胜利女神雕塑

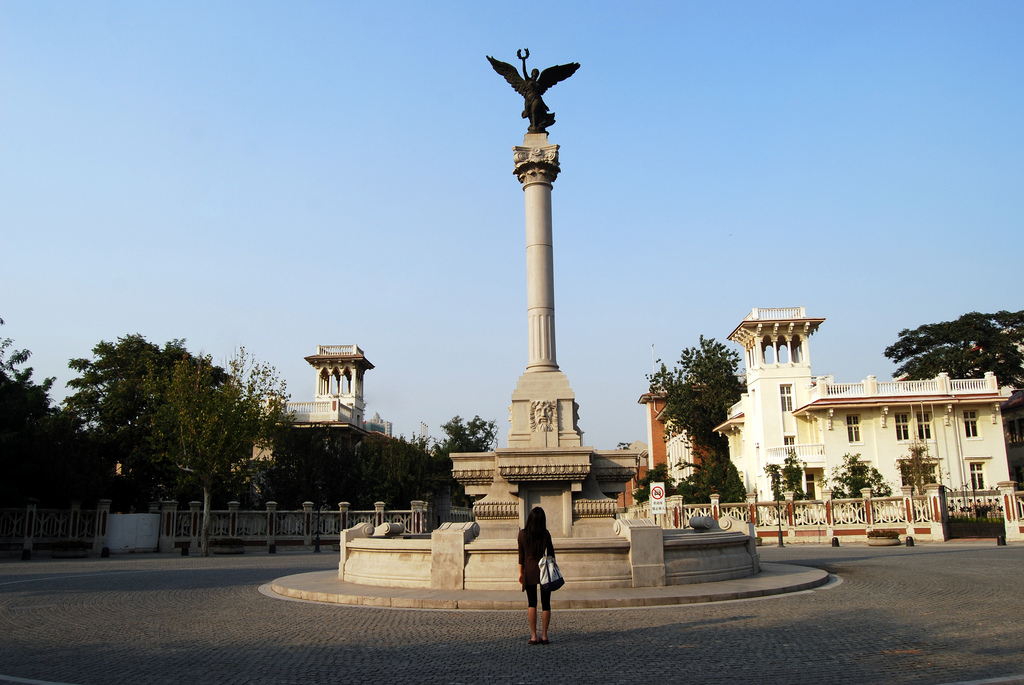
马可波罗广场雕塑近景

马可波罗广场中央的胜利女神雕塑原名为意大利租界欧战纪念塔，为纪念第一次世界大战胜利所修建。塔身为科林斯柱式石柱，主体雕塑包括喷泉水池、基座、罗马柱、和平女神像，高13.6米，为欧式古典风格。全部采用花岗岩石材，柱基四周每一面均有人头像浮雕，每个人头像下还设有喷水口，可向四面喷水。柱基外圈是一个直径10米的圆形莲池，池周围装有灯具。设有3组不同高度的喷泉，整个雕塑所需石材为灰白色花岗岩，共耗材147立方米、重100余吨。雕塑部件近100块实际用材92立方米，最大的一块用材达9立方米重30吨。柱基石柱柱头上方高达2米的和平女神铜雕像，手拿一枝橄榄枝，象征着“友谊和平”。 

## 周围建筑
马可波罗广场周围设有六幢意式花园别墅，均建于1908—1916年，为砖木结构二层意大利建筑风格的楼房，带半地下室，这些楼显示了罗马广场布局的特点，他们的主要区别在于塔楼的造型，有平拱、圆拱及其他不同的装饰。其中，一些建筑的凉厅采用罗马风格的圆拱，并以爱奥尼亚式廊柱围绕，塔楼为条形窗。此外，马可波罗广场西北角楼为正方形，砖木结构，坡式瓦顶，平顶出檐，上筑瓶式女儿墙，二层有露天阳台，凉亭均为尖拱形，属于罗马建筑风格，立面二层正中有四联拱券扇形阳台，绳索式廊柱，连弧扇形阳台，牛腿承檐，饰花叶形浮雕，此楼现为天津意式风情区办公室用，以前为两广总督张鸣歧宅邸。

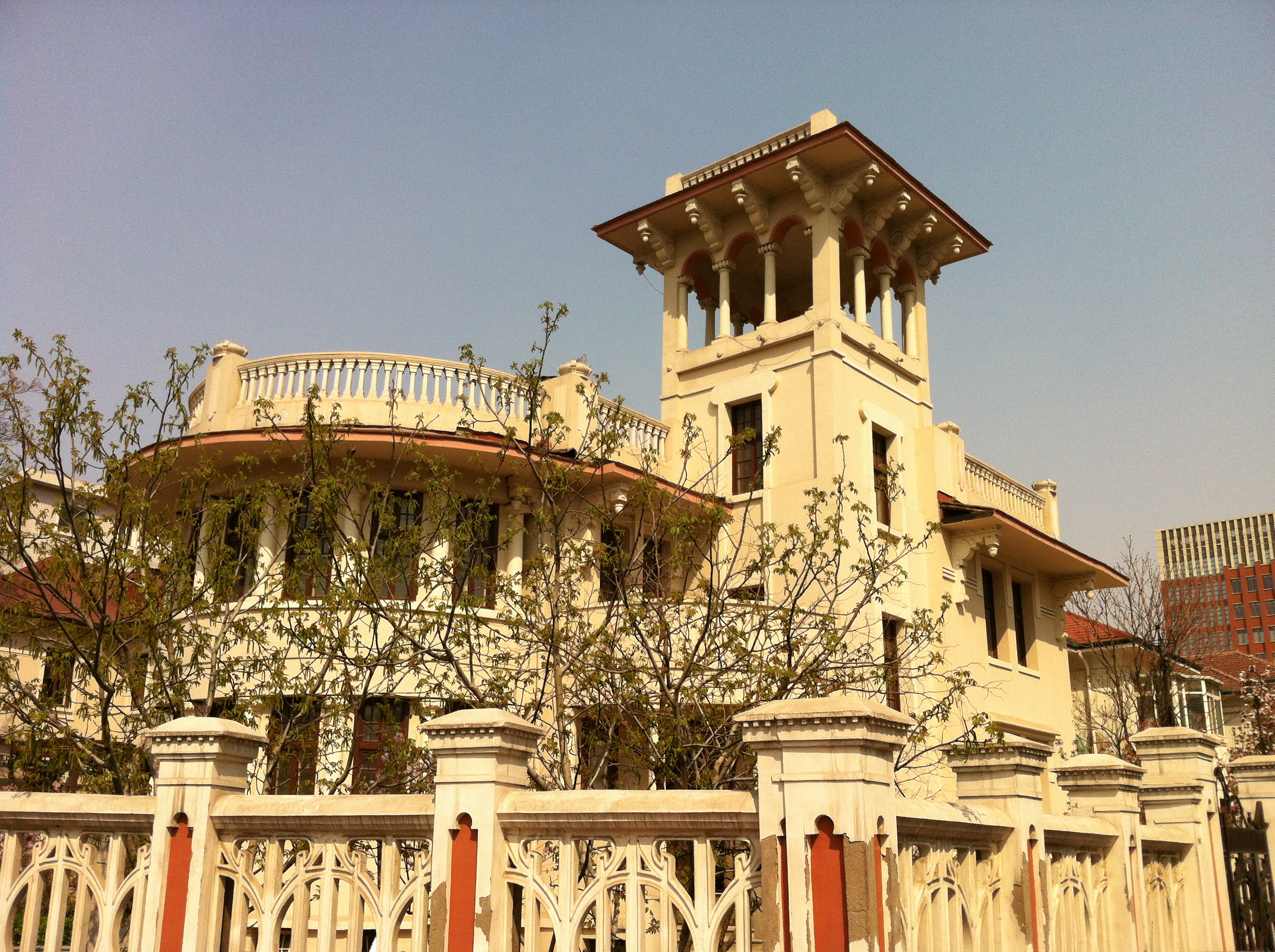
自由道38号
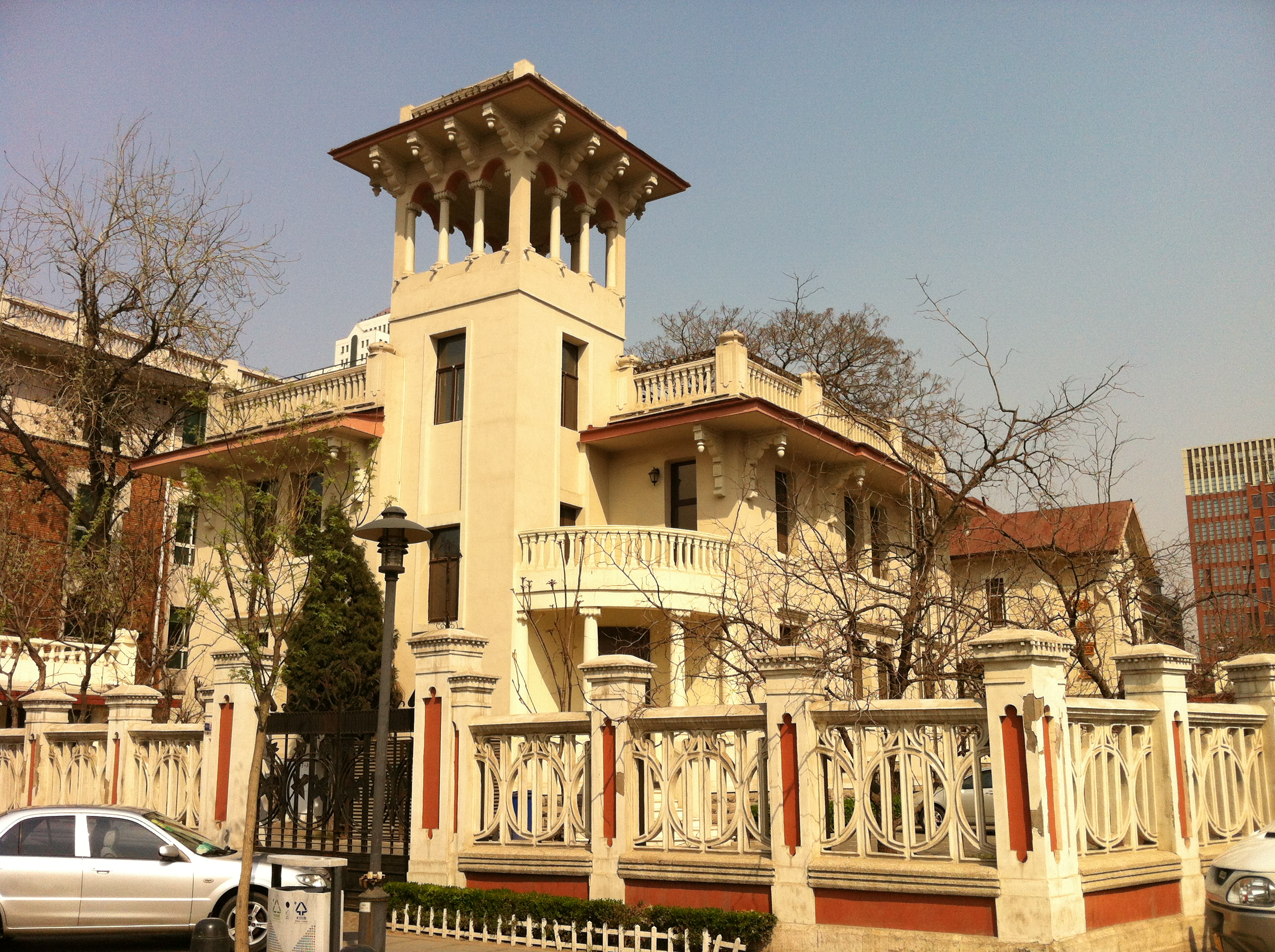
民族路41号
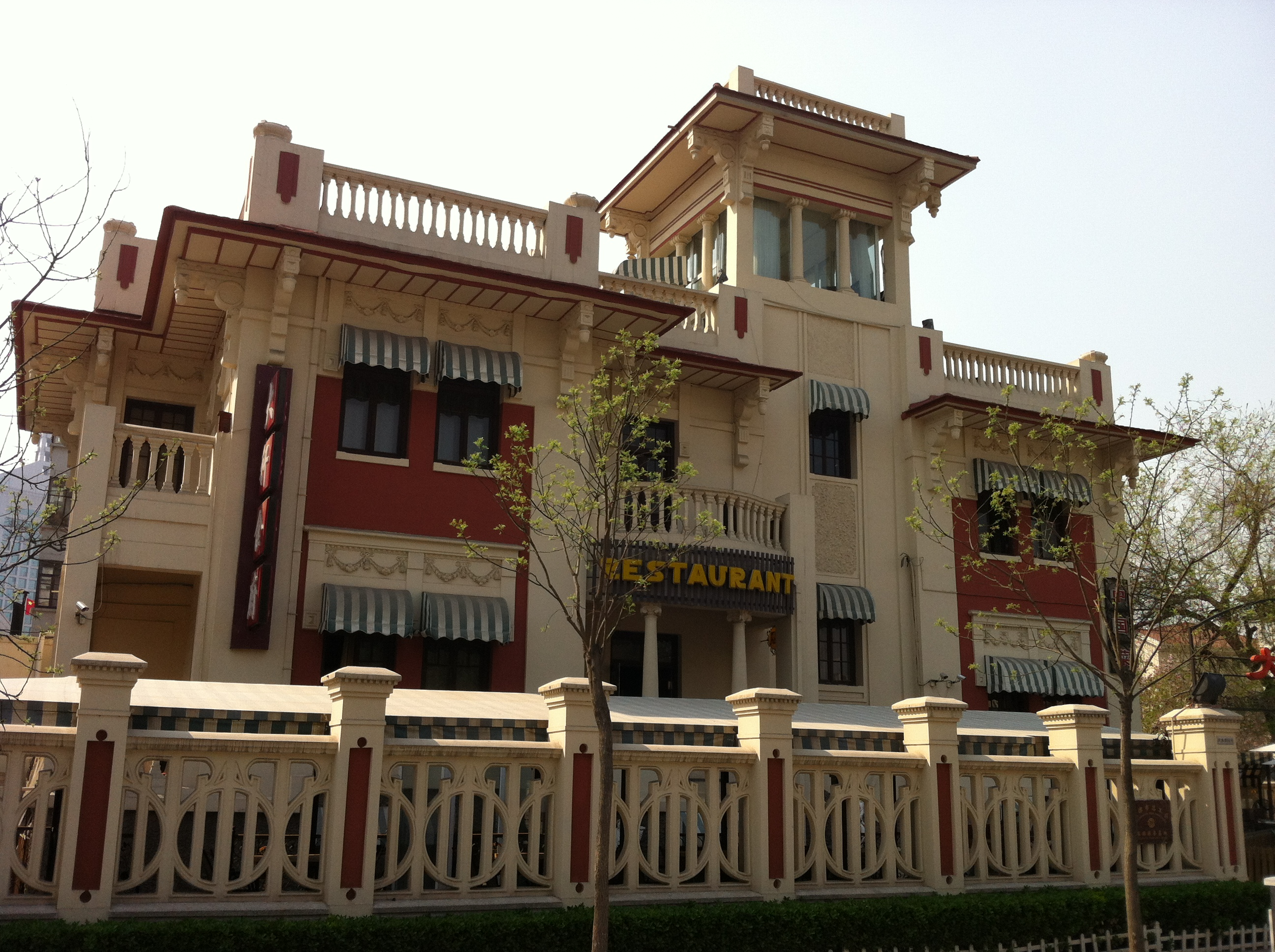
民族路86号
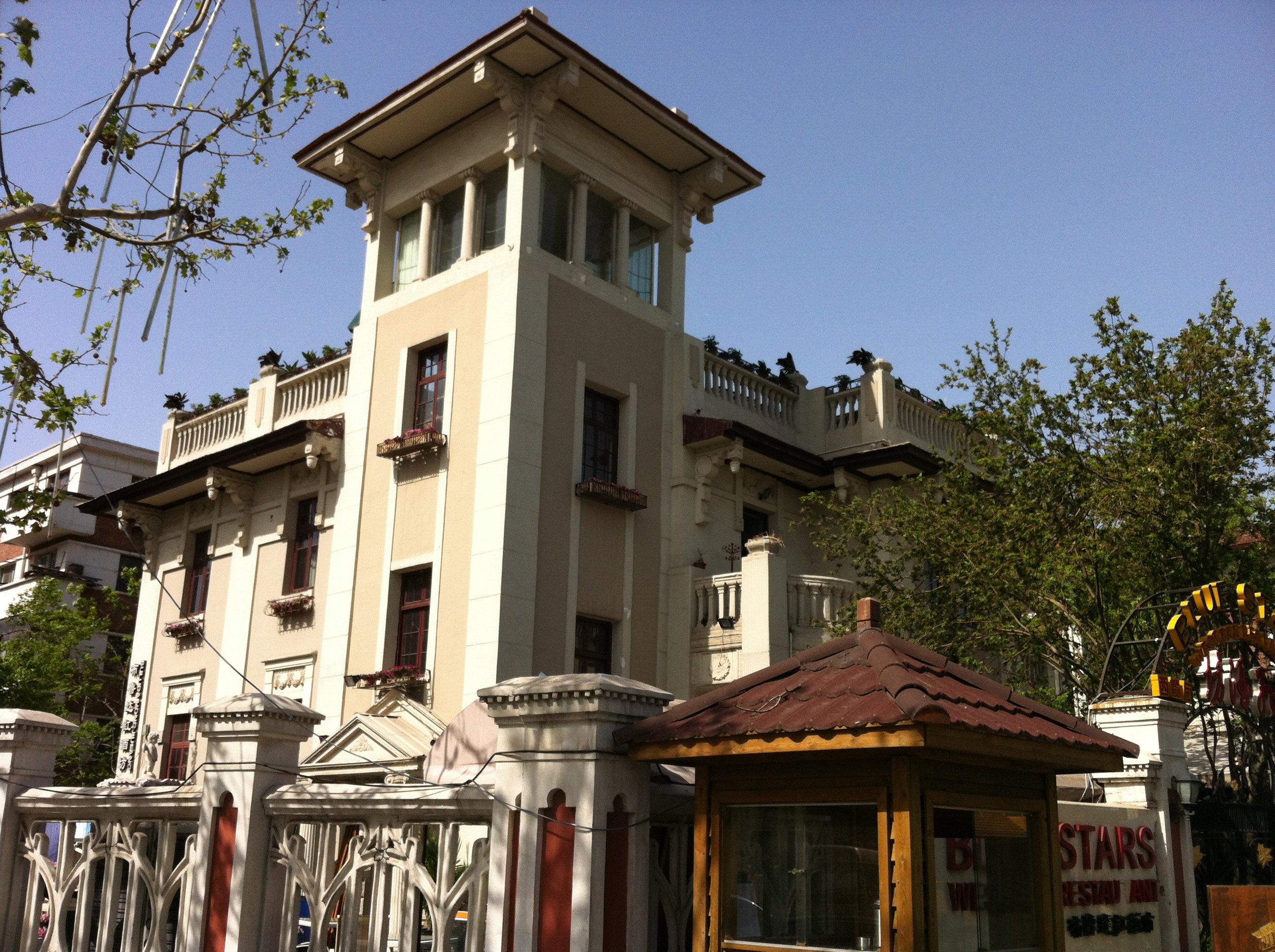
自由道25号
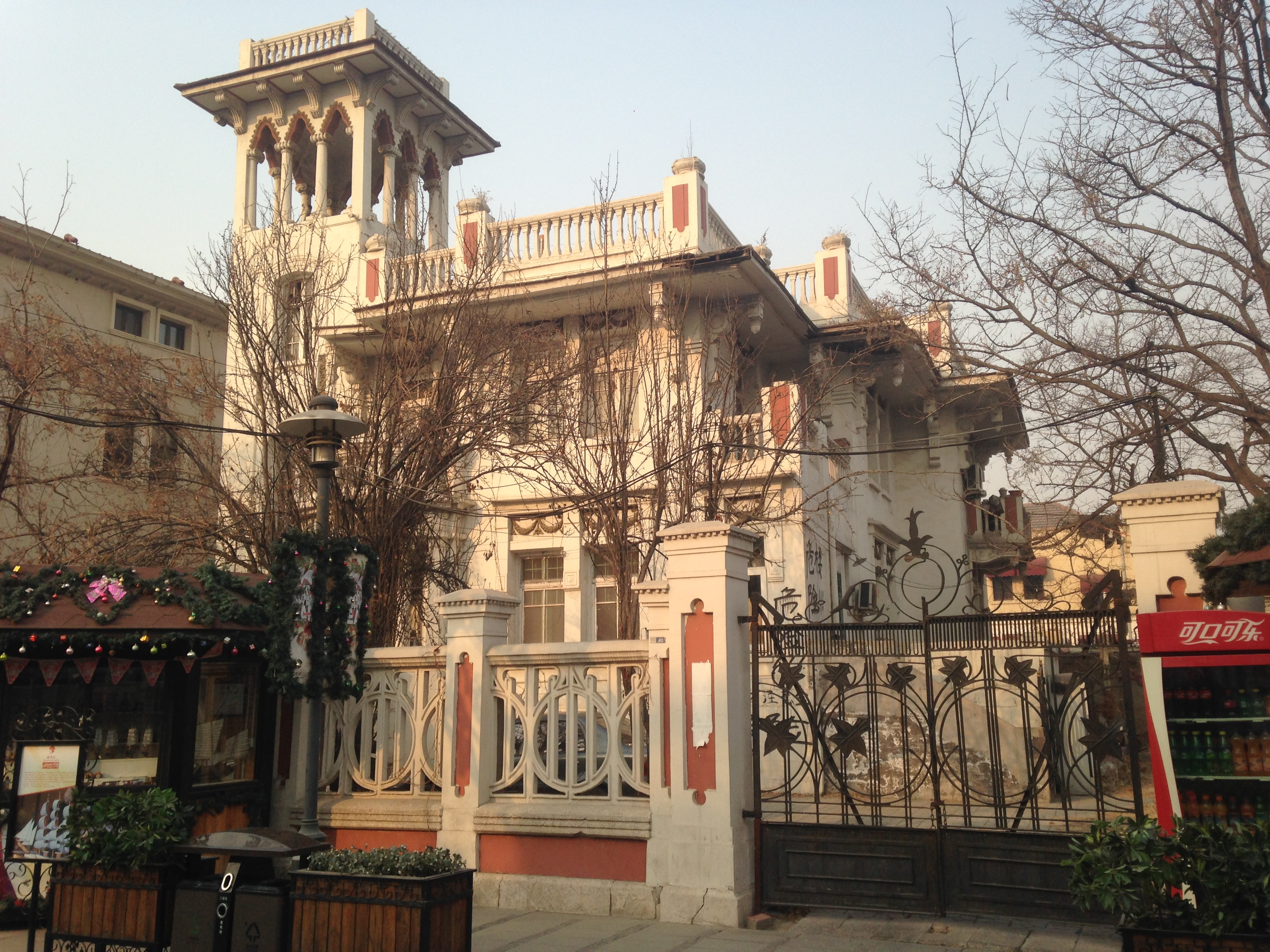
自由道40号
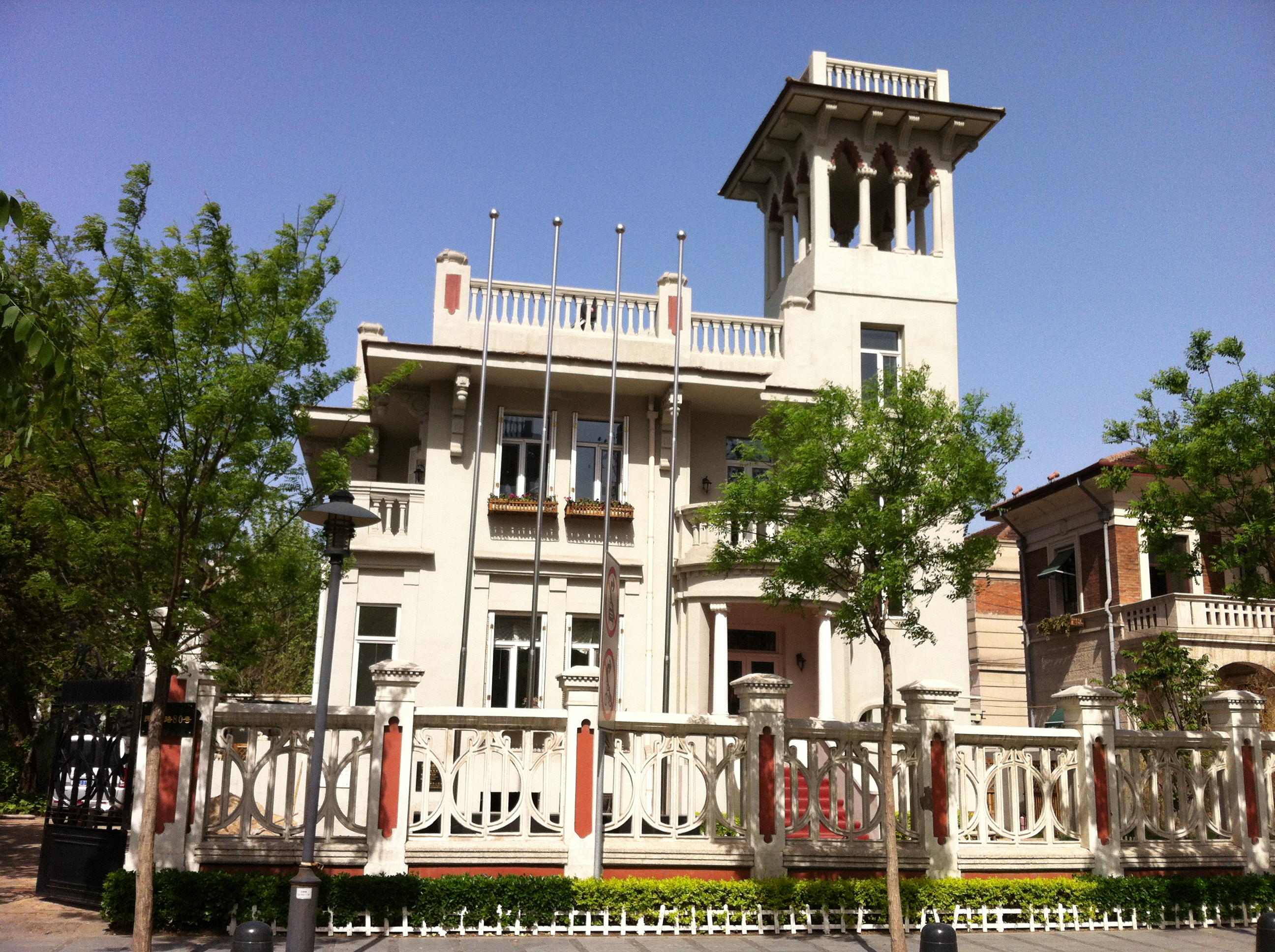
张鸣岐旧宅

## 修复
2003年，天津市河北区人民政府根据意大利档案部门提供的历史资料和河北区收藏的文史资料，决定恢复广场原貌。马可波罗广场修复工程由英国德昂集团公司设计并改造，投资规模将达10亿元，主要用于搬迁相关住户、公建单位以及对风貌建筑的整修和美化。

## 图库

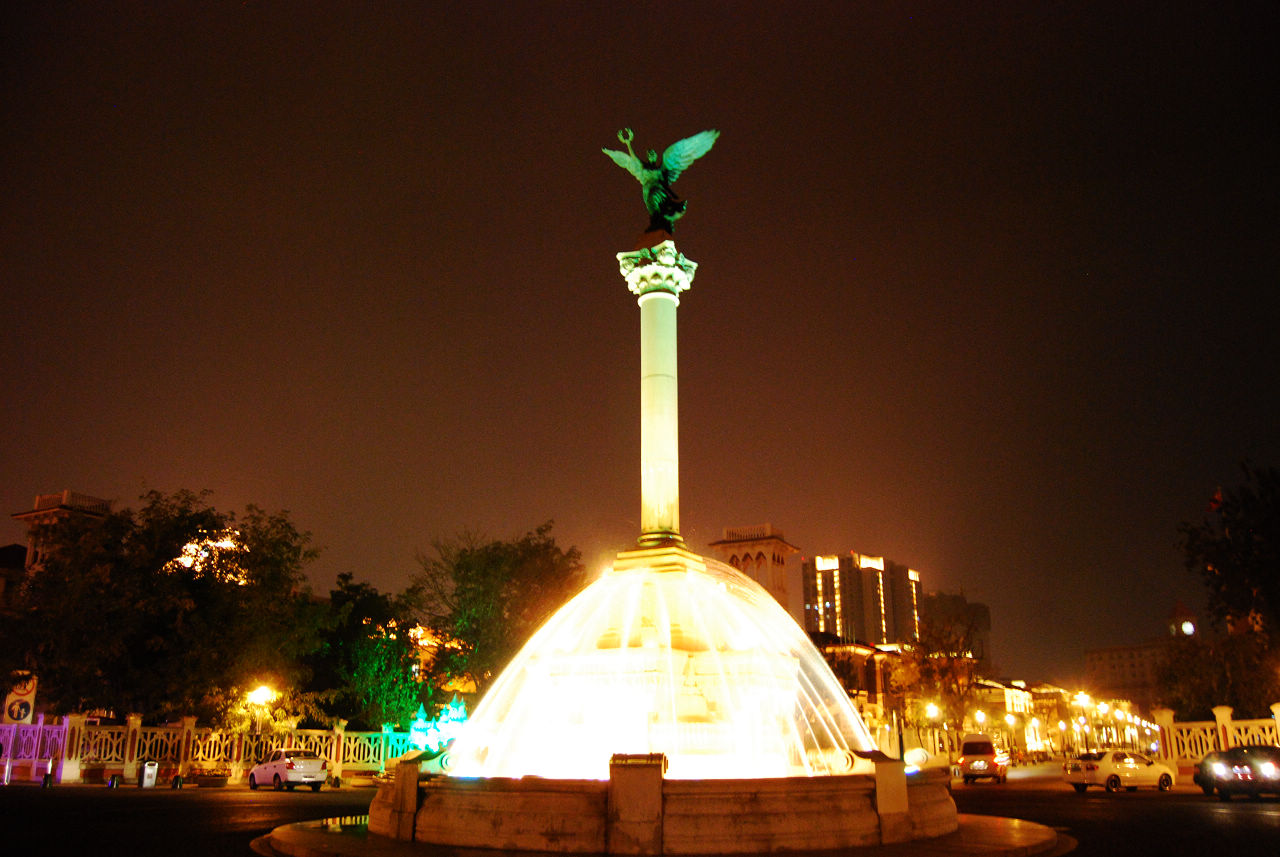
马可波罗广场夜景
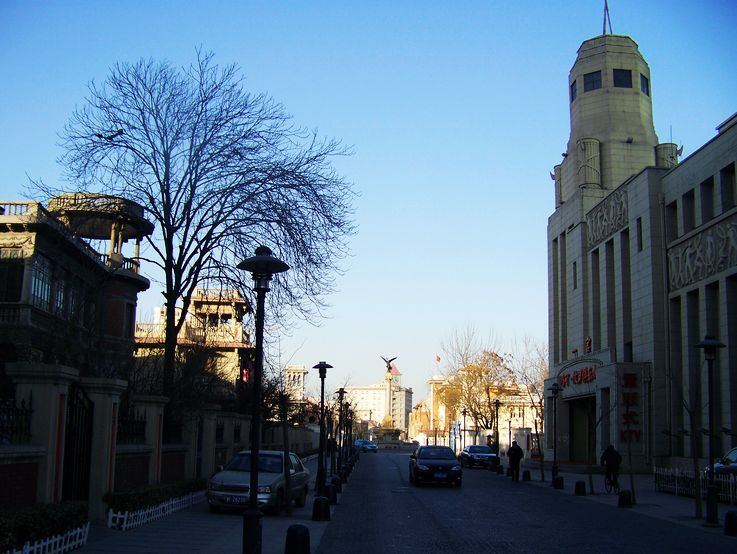
从回力球场向马可波罗广场望去
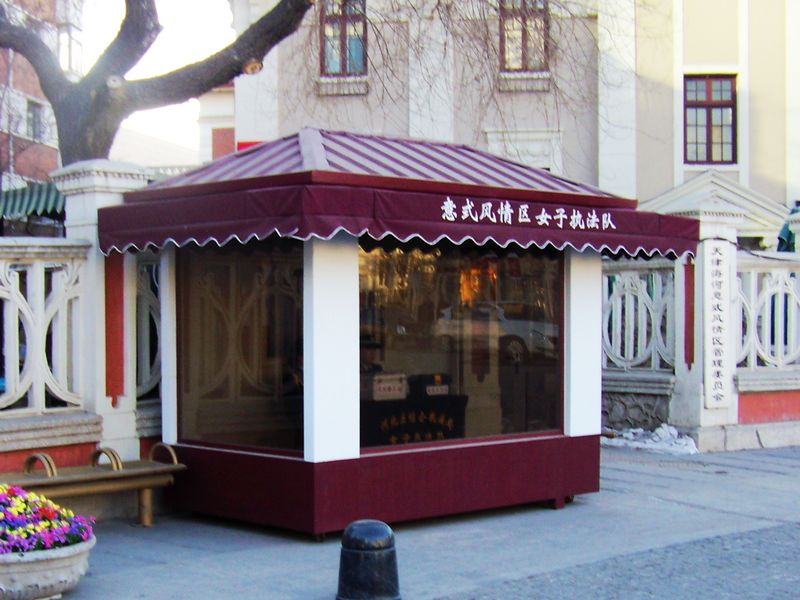
马可波罗广场上的意式风情区女子执法队
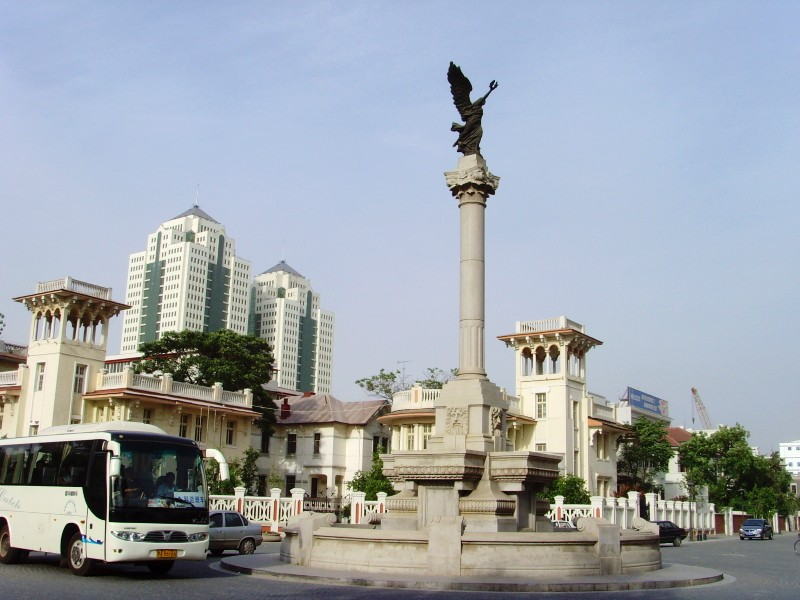
马可波罗广场中央的胜利女神雕塑

## 相关链接
- 天津意式风情区
- 天津意租界